# 캄보디아 축구 연맹
캄보디아 축구 연맹(영어: Football Federation of Cambodia)은 캄보디아의 축구 협회이다. 국제축구연맹(FIFA)과 아시아 축구 연맹(AFC)에 가입되어 있다. 캄보디아 리그, 캄보디아 축구 국가대표팀 등을 관리한다.

## 같이 보기
- 아시아 축구 연맹
- 아세안 축구 연맹
- 캄보디아 축구 국가대표팀
- 캄보디아 여자 축구 국가대표팀
- 캄보디아 리그